# Великогаївська сільська рада
Великогаї́вська сільська́ ра́да — адміністративно-територіальна одиниця та орган місцевого самоврядування в Тернопільському районі Тернопільської області. Адміністративний центр — село Великі Гаї.

## Загальні відомості
Великогаївська сільська рада утворена в 1939 році.
- Територія ради: 14,95 км²
- Населення ради: 3 683 особи (станом на 2001 рік)

## Населені пункти
Сільській раді були підпорядковані населені пункти:
- с. Великі Гаї

## Населення
Згідно з переписом УРСР 1989 року чисельність наявного населення сільської ради становила 3246 осіб, з яких 1531 чоловік та 1715 жінок.
За переписом населення України 2001 року в сільській раді мешкали 3944 особи.

### Мова
Розподіл населення за рідною мовою за даними перепису 2001 року:
| Мова       | Відсоток |
| ---------- | -------- |
| українська | 99,62 %  |
| російська  | 0,24 %   |
| вірменська | 0,05 %   |
| польська   | 0,03 %   |
| угорська   | 0,03 %   |

## Склад ради
Рада складалася з 23 депутатів та голови.
- Голова ради: Кохман Олег Андрійович

### Керівний склад попередніх скликань
| Прізвище, ім'я, по батькові | Основні відомості                                                 | Дата обрання | Дата звільнення |
| --------------------------- | ----------------------------------------------------------------- | ------------ | --------------- |
| Кохман Олег Андрійович      | Сільський голова, 1973 року народження, освіта вища, безпартійний | 26.03.2006   | 31.10.2010      |
| Кохман Олег Андрійович      | Сільський голова, 1973 року народження, освіта вища, безпартійний | 31.10.2010   |                 |

Примітка: таблиця складена за даними сайту Верховної Ради України

### Депутати
За результатами місцевих виборів 2010 року депутатами ради стали:

#### За суб'єктами висування
| Суб'єкт висування               | Кількість обраних депутатів | %    |
| ------------------------------- | --------------------------- | ---- |
| Самовисування                   | 22                          | 95,7 |
| Політична партія «Наша Україна» | 1                           | 4,3  |

#### За округами
| № округу                        | Прізвище, ім'я, по батькові   | Дата визнання обраним | Освіта             | Партійна приналежність                | Відомості про обраного депутата                                   |
| ------------------------------- | ----------------------------- | --------------------- | ------------------ | ------------------------------------- | ----------------------------------------------------------------- |
| Політична партія «Наша Україна» |                               |                       |                    |                                       |                                                                   |
| 3                               | Михайлович Іван Омелянович    | 31.10.2010            | вища               | член Політичної партії «Наша Україна» | приватний підприємець                                             |
| Самовисування                   |                               |                       |                    |                                       |                                                                   |
| 1                               | Оринич Володимир Іванович     | 31.10.2010            | вища               | позапартійний                         | приватний підприємець                                             |
| 2                               | Якимів Марія Михайлівна       | 31.10.2010            | вища               | позапартійна                          | Великогаївська сільська рада, головний бухгалтер                  |
| 4                               | Майка Ігор Стефанович         | 31.10.2010            | вища               | позапартійний                         | тимчасово не працює                                               |
| 5                               | Шмігельський Андрій Іванович  | 31.10.2010            | вища               | позапартійний                         | ТРФ центру ДЗК, інженер                                           |
| 6                               | Сеник Борис Романович         | 31.10.2010            | середня спеціальна | позапартійний                         | тимчасово не працює                                               |
| 7                               | Вар'ян Олег Іванович          | 31.10.2010            | вища               | позапартійний                         | тимчасово не працює                                               |
| 8                               | Бучинський Олег Богданович    | 31.10.2010            | середня спеціальна | позапартійний                         | приватний підприємець                                             |
| 9                               | Петрина Юрій Миколайович      | 31.10.2010            | вища               | позапартійний                         | тимчасово не працює                                               |
| 10                              | Задворний Микола Миколайович  | 31.10.2010            | середня спеціальна | позапартійний                         | приватний підприємець                                             |
| 11                              | Костюк Петро Кіндратович      | 31.10.2010            | середня спеціальна | позапартійний                         | ВАТ «Птахофабрика Тернопільська», технічний директор              |
| 12                              | Машталер Роман Євгенович      | 31.10.2010            | середня спеціальна | позапартійний                         | КП «Великогаївський сількомунгосп», директор                      |
| 13                              | Скочеляс Ірина Олегівна       | 31.10.2010            | вища               | позапартійна                          | Великогаївська сільська рада, секретар виконкому                  |
| 14                              | Задорожний Сергій Олегович    | 31.10.2010            | вища               | позапартійний                         | ВАТ «Тернопільобленерго», інженер                                 |
| 15                              | Шило Надія Федорівна          | 31.10.2010            | вища               | позапартійна                          | ГУПФУ в Тернопільській області, головний спеціаліст економіст     |
| 16                              | Михайлик Володимир Михайлович | 31.10.2010            | вища               | позапартійний                         | «Промінь-Медобори», менеджер                                      |
| 17                              | Кісь Григорій Григорович      | 31.10.2010            | середня спеціальна | позапартійний                         | приватний підприємець                                             |
| 18                              | Левчик Галина Романівна       | 31.10.2010            | середня спеціальна | позапартійна                          | Великогаївська сільська рада, начальник ВОС                       |
| 19                              | Іванко Дарія Йосипівна        | 31.10.2010            | середня спеціальна | позапартійна                          | Тернопільська комунальна лікарня швидкої допомоги, медична сестра |
| 20                              | Вавринів Андрій Тарасович     | 31.10.2010            | середня спеціальна | позапартійний                         | приватний підприємець                                             |
| 21                              | Бицка Зеновій Йосипович       | 31.10.2010            | вища               | позапартійний                         | пенсіонер                                                         |
| 22                              | Боднарчук Людмила Ігорівна    | 31.10.2010            | середня спеціальна | позапартійна                          | Тернопільський облтубдиспансер, швея                              |
| 23                              | Пилипишин Богдан Васильович   | 31.10.2010            | середня спеціальна | позапартійний                         | тимчасово не працює                                               |